# Timonius ngoyensis
Timonius ngoyensis là một loài thực vật có hoa trong họ Thiến thảo. Loài này được Schltr. miêu tả khoa học đầu tiên năm 1906.